# Gordon Lorenz
Gordon Lorenz (nacido en 1943 - 5 de junio de 2011) fue un compositor y productor discográfico Inglés, que se hizo famoso al escribir la canción "There's No-one Quite Like Grandma" para el Coro de la Escuela St. Winifred. Desde el lanzamiento de la canción, Lorenz se ha convertido en uno de los productores más prolíficos de la industria musical, produciendo más de 800 álbumes (se cree que es un récord mundial), vendiendo ocho millones de discos, y ganando diecisiete discos de platino, oro y plata.

## Muerte
Murió el 5 de junio de 2011 en su hogar en Llandudno, Wales.